# كارلوس هوغو كريستنسن
كارلوس هوغو كريستنسن (بالإسبانية: Carlos Hugo Christensen)‏ هو كاتب سيناريو ومخرج أرجنتيني، ولد في 15 ديسمبر 1914 في سانتياغو ديل استيرو في الأرجنتين، وتوفي في 30 نوفمبر 1999 في ريو دي جانيرو في البرازيل.

## وصلات خارجية
- كارلوس هوغو كريستنسن على موقع IMDb (الإنجليزية)
- كارلوس هوغو كريستنسن على موقع ألو سيني (الفرنسية)
- كارلوس هوغو كريستنسن على موقع أول موفي (الإنجليزية)
- كارلوس هوغو كريستنسن على موقع قاعدة بيانات الأفلام السويدية (السويدية)
- كارلوس هوغو كريستنسن على موقع قاعدة بيانات الفيلم (الإنجليزية)
- كارلوس هوغو كريستنسن على موقع كينوبويسك (الروسية)